# Kaltenbach (Isar)
Der Kaltenbach ist ein rechter Zufluss der Isar in Oberbayern.
Er entspringt beim Weiler Kaltenbach, fließt zunächst in südlicher Richtung, macht beim Eintritt in die Pupplinger Au einen u-förmigen Knick nach Norden. Im weiteren Verlauf verbreitert sich das Bachbett in der Au, versickert aber kurz vor dem Eintritt in die heutige Isar im Schotterbett der Pupplinger Au. Auf dem Gebiet der Pupplinger Au fließt das Gewässer im gleichnamigen Naturschutzgebiet.